# ポートレパブリックの戦い
ポートレパブリックの戦い（英: Battle of Port Republic）は、南北戦争の1862年6月9日、南軍ストーンウォール・ジャクソン少将がシェナンドー渓谷で戦ったバレー方面作戦の一部として、バージニア州ロッキンガム郡で起きた戦闘である。この戦闘は南北両軍が同程度に決死の覚悟で戦ったために激しい攻防となり、バレー方面作戦の中でもジャクソンのバレー軍に最も大きな人的損失を出させたものになった。前日におきたクロスキーズの戦いと共にポートレパブリックの戦いはジャクソン南軍の決定的な勝利となり、北軍に後退を強いた。ジャクソン軍は、リッチモンド郊外で七日間の戦いを行っていたロバート・E・リー将軍の援軍に回れることになった。

## 背景

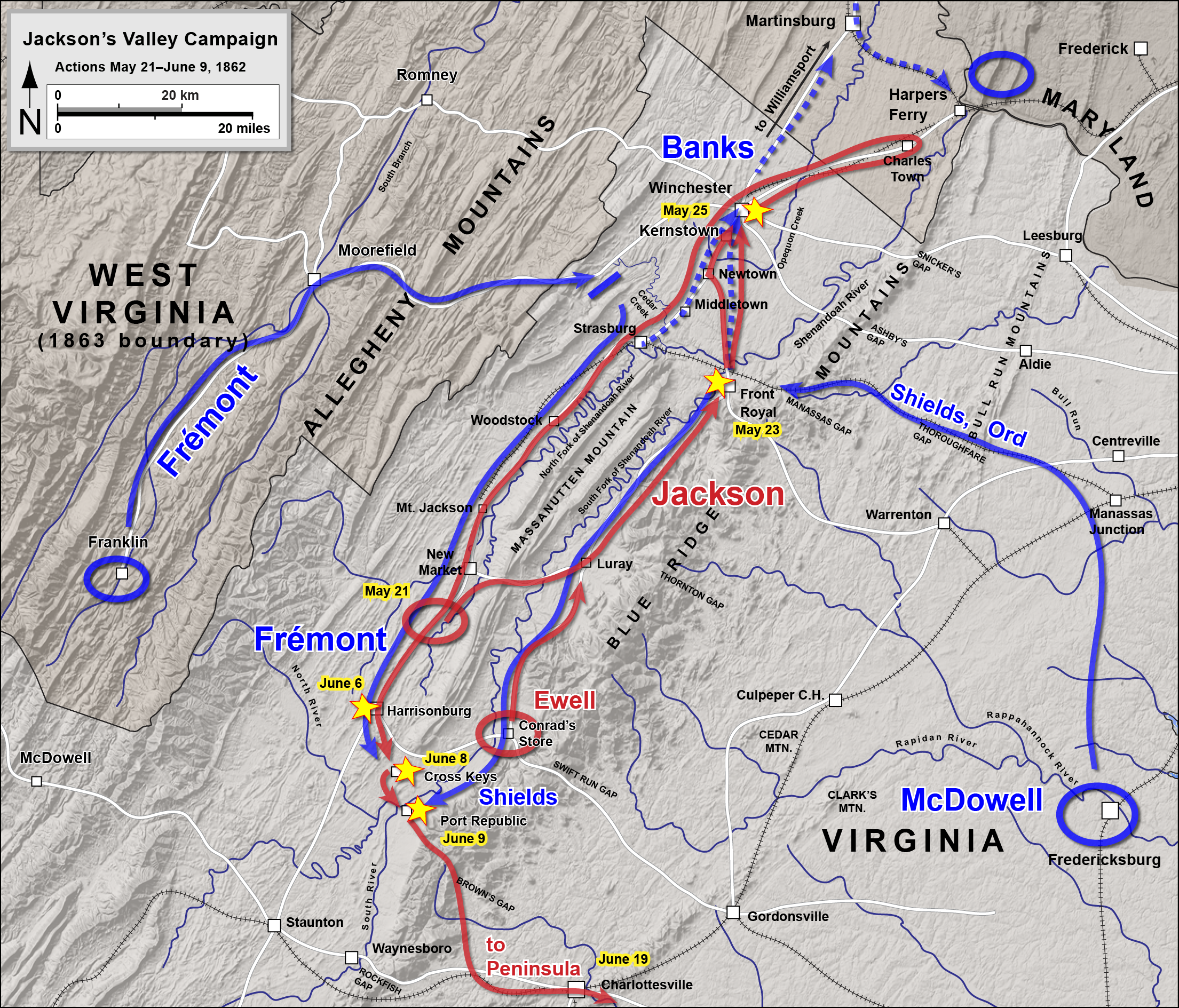
バレー方面作戦: フロントロイヤルからポートレパブリックまで
南軍
北軍

ジャクソン軍のバレー方面作戦は、実質的には1862年5月8日のマクドウェルの戦いから始まっており、その後の1か月間でジャクソン軍は持ち前の機動力を使ってシェナンドー渓谷を往復し、北軍の弱点を突いては戦勝を重ねていった。5月25日の第一次ウィンチェスターの戦いが最も北で起きた戦いであり、その戦場はメリーランド州との州境に迫っていた。ジャクソンは北軍の2つの大きな部隊に対応するために、シェナンドー渓谷の南西奥に退き、クロスキーズとポートレパブリックに陣を布いた。6月8日に起きたクロスキーズの戦いでは、北軍の左翼を撃破して大きな損失を出させていた。
1862年6月8日から9日の夜、南軍のチャールズ・S・ワインダー准将が指揮するストーンウォール旅団は、ボゴタ（ガブリエル・ジョーンズが所有していた大きな家）近くの前進陣地から撤退し、ポートレパブリックでジャクソンの師団に合流した。南軍戦闘工兵がシェナンドー川南支流を渡すために荷車の橋を造った。ワインダーの旅団は川の東で北軍を攻撃するときの先鋒となる任務を与えられた。アイザック・R・トリンブル准将の旅団とジョン・M・パットン・ジュニア大佐の部隊は、北軍ジョン・C・フレモント少将の部隊をクロスキーズで食い止めるために残され、リチャード・イーウェル少将師団の残りはポートレパブリックに進んで、ワインダーの攻撃を支援する配置に着いた。
北軍エラスタス・B・タイラー准将の旅団は、ルレイ道路沿いルイストンの北でサミュエル・キャロル大佐の旅団と合流した。ジェイムズ・シールズ准将の師団の残りは、ルレイに戻るぬかるんだ道路で難渋していた。野戦指揮にあたったタイラー将軍は6月9日夜明けにルイストンの近辺まで前進した。その戦線の左翼はルイストン・コーリングに陣取った砲台とし、歩兵をルイストン・レーンに沿って西に展開し、南支流のルイスの工場がある場所近くまで延ばしていた。右翼と中央は、全部で16門の大砲で支えられていた。

## 戦闘

ポートレパブリックでの戦闘隊形

ワインダーの旅団が午前5時に川を渡り、低地を横切って東に攻撃する配置に着いた。ワインダーは2個連隊（バージニア第2歩兵連隊と同第4連隊）を森に派遣して、北軍側面を衝かせ、コーリングを襲撃させることにした。南軍本体の前線が前進すると、北軍砲兵隊からの激しい砲火に曝され、間もなく動けなくなった。南軍の大砲が平原の前面に持ち出されたが、劣勢となり安全な陣地を探していかざるを得なくなった。イーウェルの旅団が急ぎ前進して川を渡った。ジャクソンはコーリングにいる北軍砲兵隊の強度を観測して、リチャード・テイラー准将の旅団（著名なルイジアナ・"タイガース"大隊を含む）を右翼の森の中に送り、側面に回ろうと深い茂みの中を前進していた部隊を支援させた。
ワインダーの旅団は北軍右翼と中央への攻撃を再開し、大きな損失を出した。タイラー将軍はコーリングから2個連隊を右翼に動かし、反撃を初めて、南軍を半マイル (800 m) 近く後退させた。これが起こっている間に、コーリングの防衛部隊に向かった南軍連隊が最初の攻撃を行ったが、撃退された。
ジャクソンは北軍の抵抗が予想していたよりも激しかったので、ポートレパブリックの北にいたイーウェルの最後の予備隊に、川を渡って北支流橋を燃やすよう命じた。この援軍がワインダーの前線に到着し始め、その前線を強化し、北軍の反撃を止めるようになった。テイラーの旅団はコーリングの向かい側にある森の陣地に到着し、激しい攻撃を開始してコーリングの丘を攻略し、大砲5門を捕獲した。タイラーはその予備部隊を使って即座に反撃を開始した。3個連隊が白兵戦を行った末に陣地を回復した。テイラーは1個連隊を最右翼に回し、側面から北軍の前線を攻撃させた。南軍の攻撃が再度コーリングに殺到し占領した。捕獲した大砲5門が回されて、北軍の前線の残りに向けられた。北軍はコーリングを失った上にルイストン・レーンに沿った前線が危うくなったので、タイラーは午前10時半頃に退却を命じた。ジャクソンは総軍前進を命じた。
ポートレパブリックからウィリアム・B・タリアフェーロの疲れていない旅団が到着し、退却する北軍を追ってルレイ道路を数マイル北に圧力を掛け続け、数百人の兵士を捕虜にした。南軍は戦場の陣地を保った。正午を少し回った頃、フレモントの軍隊が南支流西岸に陣を布き始めたが、タイラーの崩れた部隊を支援するには遅過ぎており、雨で膨れた川の対岸から絶望的に見ているだけだった。フレモントは南軍に手出しするために高い崖のうえに砲兵隊を配置したが、ジャクソンは狭い道沿いに森を通って徐々に部隊を後退させ、マウントバーノン・ファーネスの近くで部隊を集結させた。ジャクソンは翌日にフレモント軍が川を渡って攻撃してくると予測したが、その夜の間にフレモントはハリソンバーグまで後退していた。

## 戦いの後
クロスキーズとポートレパブリックの戦いで2連敗した北軍は北に撤退した。ジャクソン軍はシェナンドー渓谷の上流と中流を支配下に収め、連戦連勝でバレー方面作戦を締めくくった。アメリカ連合国の首都リッチモンド近郷では、北軍ジョージ・マクレランの半島方面作戦の攻勢に対して、ロバート・E・リー将軍が守備を固めていた。ジャクソン軍は急遽リッチモンドに戻って七日間の戦い（6月25日-7月1日）に参戦することができた。